# Pseudecheneis longipectoralis
Pseudecheneis longipectoralis és una espècie de peix de la família dels sisòrids i de l'ordre dels siluriformes.

## Morfologia
Els mascles poden assolir els 13,3 cm de llargària total.

## Distribució geogràfica
Es troba a la conca del riu Salween a Yunnan (Xina).